# 팔도강산 (영화)
"팔도강산"은 한국에서 제작된 배석인 감독의 1967년 영화이다. 김희갑 등이 주연으로 출연하였고 주동진 등이 제작에 참여하였다.

## 출연

### 주연
- 김희갑
- 황정순
- 김진규
- 허장강

## 기타
- 조명: 이규창
- 미술: 송백규